# Talking Heads: 77
Talking Heads: 77 è il primo album in studio dei Talking Heads, pubblicato nel 1977. Ha raggiunto la posizione 97 nella classifica Billboard Pop Albums e il singolo Psycho Killer la 92°. Nel 2003 l'album è stato inserito alla posizione 290 nella classifica dei migliori 500 album di tutti i tempi stilata dalla rivista Rolling Stone. Nel 1995 Alan Cross, nel suo libro The Alternative Music Almanac, ha collocato il disco alla quinta posizione della classifica dei dieci migliori dischi alternativi.
Nel 2005 è stata distribuita, dalla Warner Music Group, una riedizione rimasterizzata in formato DualDisc contenente cinque bonus track nel lato CD-Audio. Il lato DVD-Audio contiene, invece, un video dell'esecuzione di Pulled Up e I Feel It in My Heart. Tale ristampa è stata prodotta da Andy Zax e dai Talking Heads.

## Tracce
1. Uh-Oh, Love Comes to Town - 2:48
2. New Feeling - 3:09
3. Tentative Decisions - 3:04
4. Happy Day – 3:55
5. Who Is It? – 1:41
6. No Compassion – 4:47
7. The Book I Read – 4:06
8. Don't Worry About the Government – 3:00
9. First Week/Last Week ... Carefree – 3:19
10. Psycho Killer (David Byrne, Chris Frantz e Tina Weymouth) – 4:19
11. Pulled Up – 4:29

## Formazione
- Tina Weymouth - basso
- Jerry Harrison - chitarra, tastiere, seconda voce
- David Byrne - chitarra, voce
- Chris Frantz - batteria

## Classifiche
| Classifica (1977-79) | Posizione massima |
| -------------------- | ----------------- |
| Nuova Zelanda        | 21                |
| Regno Unito          | 60                |
| Stati Uniti          | 97                |